# Amanohashidate

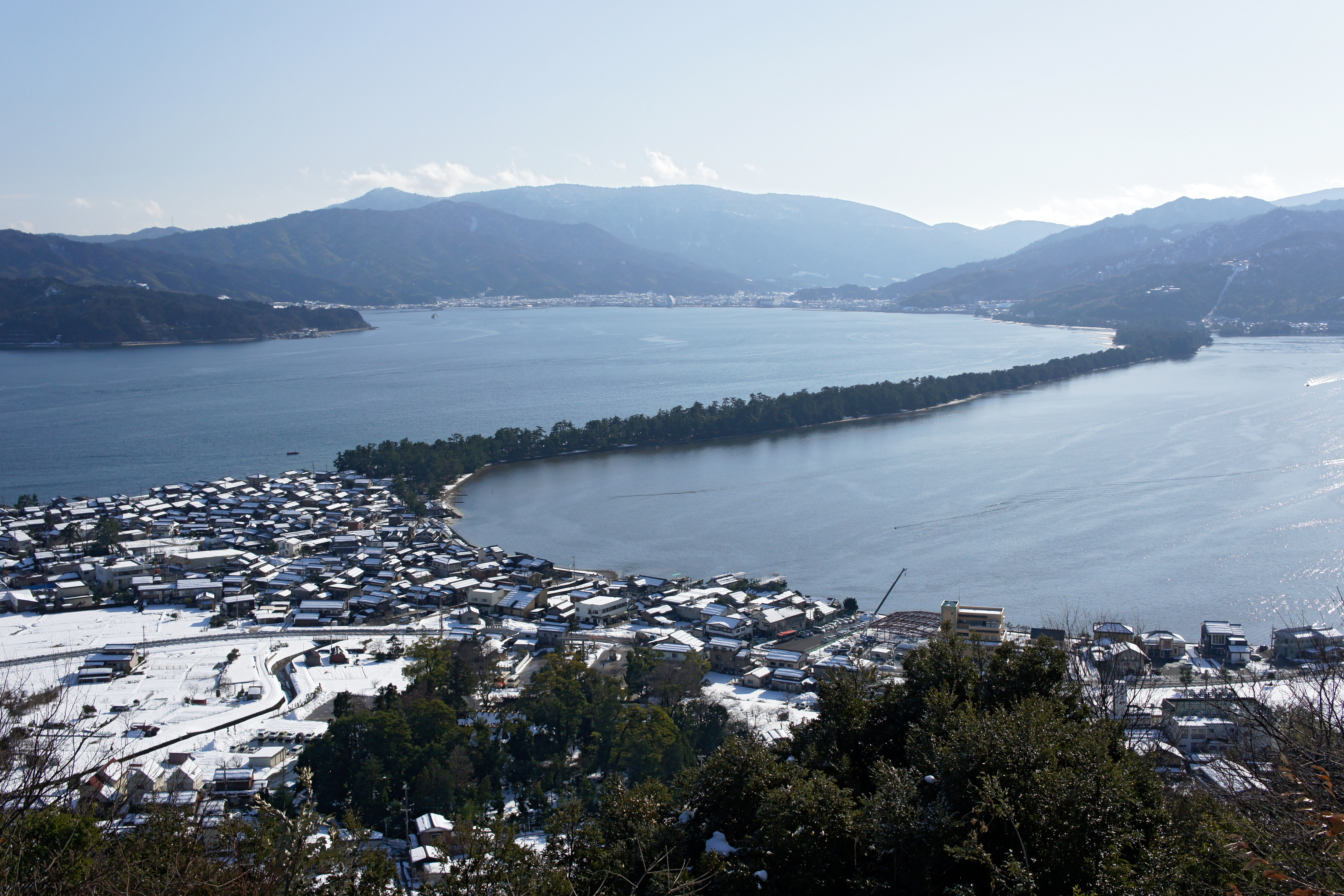
Amanohashidate

Amanohashidate är en sandbank i Wakasabukten på Honshus västra kust, Japan. Den tillhör administrativt staden Miyazu.
Amanohashidate, som är ca 3,6 kilometer lång och 20-170 meter bred och bevuxen med barrträd, anses vara en av Japans största sevärdheter.